# 소니 모바일 디스플레이
소니 모바일 디스플레이(영어: Sony Mobile Display Corporation), (일본어: ソニーモバイルディスプレイ)는 1997년 소니의 자회사로 설립되어 소형 TFT-LCD, OLED, 터치 스크린 등을 생산했다. 2012년 재팬디스플레이와 합병했다.

## 역사
1997년 10월 22일, 소니와 도요타의 50:50 합작 투자사인 STLCD(ST Liquid Crystal Display Corporation)가 일본 아이치현 히가시우라에 설립되었다. 2005년 3월 31일 소니와 도요타인터스트리스는 IDTech(International Display Technology Corporation)를 인수하여 STMD(ST Mobile Display Corporation)로 이름을 변경했다.

## 근래 역사
2007년 12월 1일, STLCD와 STMD가 합병되어 소니 모바일 디스플레이가 탄생했다. 2009년 6월 30일 엡손과 소니는 중소형 TFT LCD 사업과 관련된 특정 사업 자산을 양도하기로 합의했다. 2010년 6월 1일, 소니 모바일 디스플레이는 야스 공장을 교세라에 매각했다.
2011년 8월 31일, 일본 혁신 네트워크 공사(INCJ), 히타치, 소니, 도시바는 히타치 디스플레이, 소니 모바일 디스플레이, 도시바 모바일 디스플레이가 합병되어 재팬 디스플레이(INCJ 70%, 히타치 10%, 소니 10%, 도시바 10%)로 합병됐다.
2012년 4월 1일에 회사는 재팬 디스플레이의 전체 지분을 소유한 자회사가 되었으며 재팬 디스플레이 웨스트로 이름이 변경되었다.
2013년 4월 1일, 재팬 디스플레이 웨스트(구 소니 모바일 디스플레이), 재팬 디스플레이 센트럴(구 도시바 모바일 디스플레이), 재팬 디스플레이 이스트(구 히타치 디스플레이)가 재팬 디스플레이로 합병되었다.